# Mariivka, Berezivka
Mariivka (în ucraineană Мар'ївка) este un sat în comuna Stari Maiakî din raionul Berezivka, regiunea Odesa, Ucraina.

## Demografie
Componența lingvistică a localității Mariivka
     Ucraineană (93,94%)
     Rusă (3,03%)
     Română (3,03%)
Conform recensământului din 2001, majoritatea populației localității Mariivka era vorbitoare de ucraineană (93,94%), existând în minoritate și vorbitori de rusă (3,03%) și română (3,03%).